# Famille Loiseleur-Deslongchamps
La famille Loiseleur-Deslongchamps ou Loiseleur des Longchamps ou encore Loiseleur des Longchamps Deville est une famille subsistante d'ancienne bourgeoisie française. Elle compte
parmi ses membres deux hommes politiques de la Révolution française, mais également un médecin et botaniste, un indianiste, un diplomate, un historien.

## Histoire
La famille Loiseleur des Longchamps est une famille d'ancienne bourgeoisie du Thymerais, originaire de Brézolles où mourut en 1624 son premier auteur connu, Martin Loiseleur.
Au XVIIIe siècle, Jean-François Loiseleur-Deslongchamps et Catherine Doyen de la Bussière ont trois enfants : Jacques-François qui naît le 23 août 1747 à Dreux, dans la province du Perche, Élisabeth, naît en 1749 mais qui meurt à moins d'un an, puis Jean-Louis qui naît en 1753.
Durant la Révolution française, Jacques-François et Jean-Louis occupent des fonctions de premier plan dans leurs départements respectifs.

## Liens de filiation entre les personnalités
- Jean-François Loiseleur des Longchamps (1714-1799) épouse Catherine Doyen de La Bussière.
  - Jacques-François Loiseleur-Deslongchamps (1747-1843), ingénieur géographe du roi Louis XV (1769-1780), durant la Révolution française il occupe des postes à responsabilité dans le département de l'Aveyron où il vit alors (directeur du district de Severac (1790-1793), maire de Durenque (1790-1792), administrateur de l'Aveyron (1791-1793)), membre de la Société des lettres, sciences et arts de l'Aveyron (1836-1843), il crée un baromètre portatif.
  - Jean-Louis Loiseleur des Longchamps (1753-1807), conseiller du roi en l’élection de Dreux, vice-président du directoire d’Eure-et-Loir en 1792. Il  épouse Marguerite-Geneviève Amoreau.
    - Jean-Louis-Auguste Loiseleur-Deslongchamps (1774-1849), médecin, membre de l'Académie royale de médecine (1823), botaniste, chevalier de l'ordre national de la Légion d'honneur (1834). Son union avec Basilide-Bathélémie Deville lui donne un enfant né hors mariage[1],[Note 1]. Il épouse Catherine-Françoise Mallet en octobre 1804.
      - Jean Joseph Louis Auguste Loiseleur des Longchamps Deville (1797-1872) épouse Adrienne-Lucie de Lens.
        - Albert Loiseleur des Longchamps Deville (1835-1921) épouse Berthe de Bourran.
          - Jean Louis Amable Loiseleur des Longchamps Deville (1872-1967) épouse Maria-De-Las-Mercedes Josephina Carlota de BALLESTER y de MONTAZET 1887-1970
            - Louis-Albert Loiseleur des Longchamps Deville (1919-2005), diplomate. Il épouse Marthe Giraud.
              - Inès Loiseleur des Longchamps Deville (1950), actrice.

          - Alfred Henri Loiseleur des Longchamps Deville (1887-1956) épouse Marie, Juliette Gramain.
            - Philippe Loiseleur des Longchamps Deville (1923-2003), historien, chevalier des arts et des lettres

      - Auguste-Louis-Armand Loiseleur-Deslongchamps (1805-1840), indianiste.

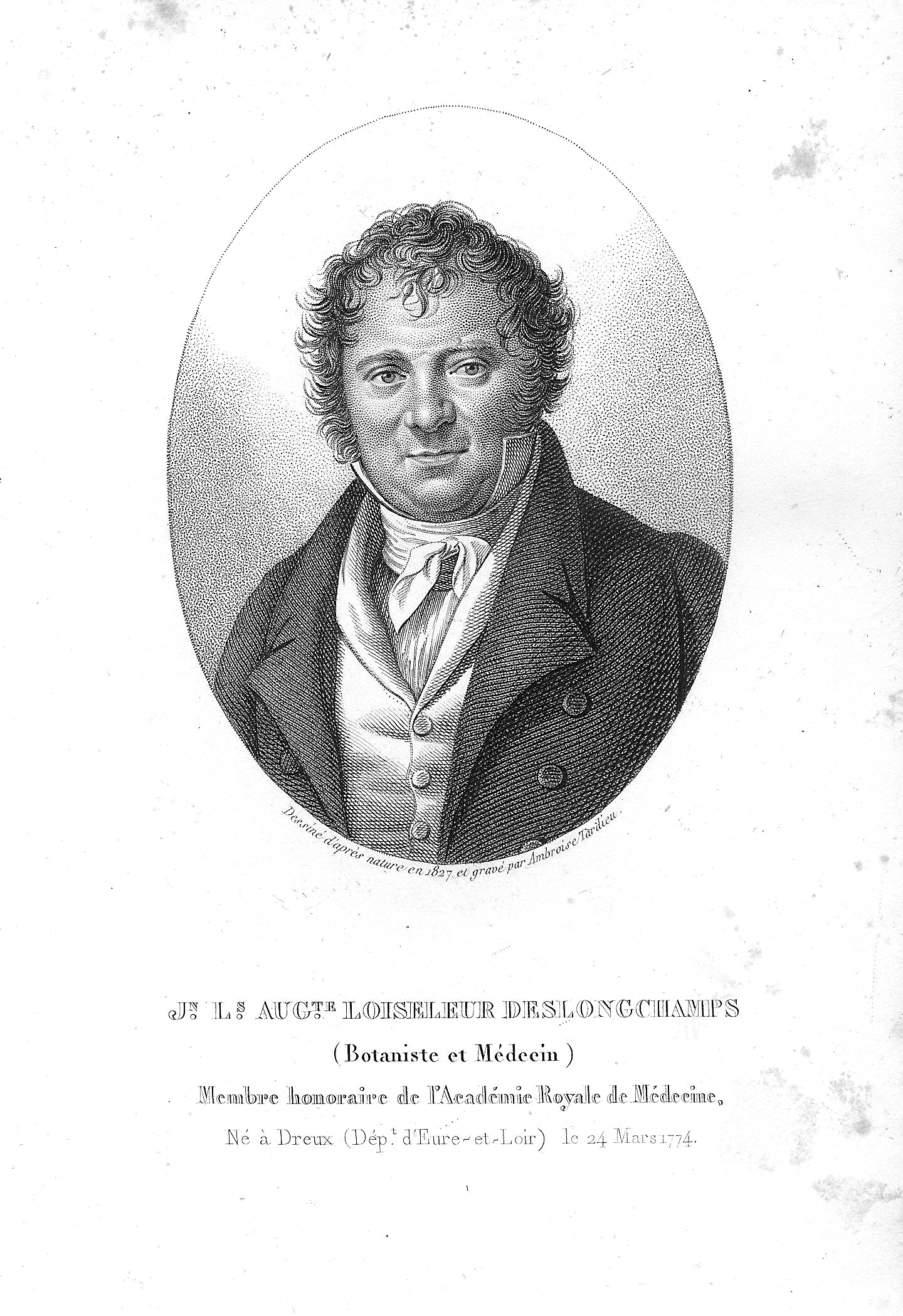
Jean-Louis-Auguste Loiseleur-Deslongchamps
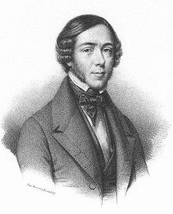
Auguste-Louis-Armand Loiseleur-Deslongchamps
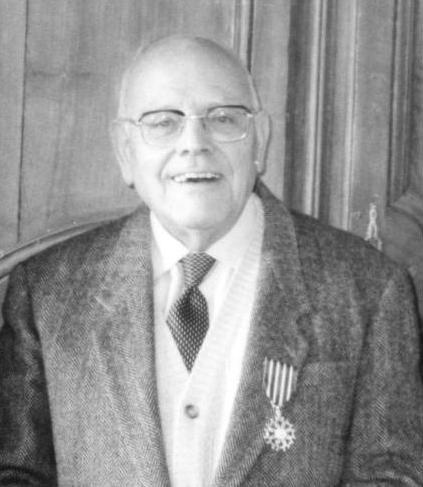
Philippe Loiseleur des Longchamps Deville

## Alliances
Les principales alliances de la famille Loiseleur-Deslongchamps sont : Doyen de la Bussière, Amoreau, Boudou (1774), Deville, Gramain

## Postérité
- Rue Loiseleur-Deslongchamps, à Dreux, en hommage à Jean-Louis-Auguste Loiseleur-Deslongchamps
- Loiseleuria procumbens, variété d'azalée alpestre